# Попов, Иван Павлович (историк)
Ива́н Па́влович Попо́в (19 апреля [2 мая] 1915, с. Усад, Казанская губерния — 16 августа 1996, Рязань) — советский и российский учёный-историк и педагог, доктор исторических наук (1978), профессор (1981), заведующий кафедрой истории СССР Рязанского государственного педагогического института имени С. А. Есенина, краевед. Участник Великой Отечественной войны. Член КПСС с 1960 года.

## Биография
Иван Павлович Попов родился 2 мая (19 апреля по старому стилю) 1915 года в селе Усад Казанской губернии, где его отец, выпускник юридического факультета Московского университета Попов Павел Иванович (1885—1917), служил юристом при Казанском пароходстве.
В июне 1917 года от крупозного воспаления лёгких умер Павел Иванович; его похоронили на родине предков в Елатьме — здесь и остались вдова Вера Азарьевна с сыном. В 1931 году Иван Павлович окончил Елатомскую школу второй ступени с педагогическим уклоном, после чего был направлен на работу учителем в Красно-Холмскую начальную школу Шиловского района. Через год он становится учителем истории в Крутицкой семилетней школе. В 1936 году работал в Инякинской средней школе учителем истории и географии, а позднее — завучем. Одновременно с работой в 1936 году он окончил Рязанский педагогический техникум, а в 1939 году экстерном — исторический факультет Московского областного педагогического института.
С июня 1940 по ноябрь 1945 года И. П. Попов на службе в рядах Красной Армии. В годы Великой Отечественной войны — на Ленинградском фронте в зенитной артиллерии. 24 июня 1945 года Иван Павлович принял участие в Параде Победы на Красной площади.
С 1945 по 1949 год — инспектор школ Рязанского облоно, с 1949 по 1954 год — учитель и завуч школы рабочей молодёжи при заводе «Рязсельмаш». С 1951 года И. П. Попов начал преподавать историю древнего мира на кафедре всеобщей истории РГПИ. В 1953 году он защитил диссертацию на соискание учёной степени кандидата педагогических наук в Совете при НИИ методов обучения Академии педагогических наук. В 1958 году утверждён в звании доцента кафедры истории СССР РГПИ. В 1960—1970-е годы занимался исследованиями в группе учёных по изучению революционной ситуации в России в 1859—1861 годах под руководством академика М. В. Нечкиной. В 1978 году в Совете при Институте истории АН СССР защитил диссертацию на соискание учёной степени доктора исторических наук. В 1981 году ему присвоено учёное звание профессора по кафедре истории СССР РГПИ. И. П. Попов заведовал этой кафедрой в 1975—1977 и в 1979—1989 годах, а педагогическую деятельность на ней продолжал вплоть до 1995/1996 учебного года включительно.
Наряду с основной работой в РГПИ — РГПУ имени С. А. Есенина И. П. Попов читал лекции в Рязанском институте усовершенствования учителей (ныне — Рязанский институт развития образования, РИРО). На протяжении ряда десятилетий активно занимался общественной работой. В 1960-е годы он возглавлял правление Советской районной организации общества «Знание», читал лекции. В 1974 году был избран председателем правления Рязанской областной организации общества любителей книги РСФСР и оставался во главе этой организации в течение пятнадцати лет. В 1980-е годы центром его общественной работы становится клуб краеведов при отделе краеведения Рязанской областной библиотеки имени М. Горького. Участвовал в создании Рязанской энциклопедии.
Иван Павлович Попов умер 16 августа 1996 года в Рязани. Похоронен на Новом кладбище.
Семья
- Жена — Попова (Головина) Анна Фёдоровна
- Сын — Попов Дмитрий Иванович (24.11.1939), доктор технических наук, профессор РГРТУ имени В. Ф. Уткина
- Дочь — Попова Зоя Ивановна (30.04.1947), кандидат фармацевтических наук, доцент кафедры химии РГУ имени С. А. Есенина
- Дочь — Попова Елена Ивановна (20.01.1951), врач-терапевт высшей категории

## Основные работы
- Попов И. П. Вопросы культуры на уроках истории СССР в VIII–Х классах. — М.: Учпедгиз, 1958. — 198 с.
- Попов И. П. Некоторые вопросы развития культуры Рязанского края в XVIII — первой половине XIX в. // Учёные записки РГПИ. — М., 1965. — Т. 36. — С. 90—111.
- Попов И. П. Культурное строительство в Рязанской губернии в первые годы Советской власти // Учёные записки РГПИ. — Рязань, 1967. — Т. 46. — С. 188—205.
- Попов И. П. Культура России первой половины XIX века // Преподавание истории в школе. — М., 1969. — № 4.
- Попов И. П. Из истории оппозиционного движения в Рязанской губернии в начале 60-х гг. XIX в. // Учёные записки РГПИ. — Рязань, 1969. — Т. 62. — С. 213—247.
- Попов И. П. Либеральное движение провинциального дворянства в период подготовки и проведения реформы 1861 г. // Вопросы истории. — М., 1973. — № 3.
- Попов И. П. Тверское выступление 1862 г. и его место в событиях революционной ситуации // Революционная ситуация в России в 1859—1861 гг.. — М., 1974. — Т. 6. — С. 257—277.
- Попов И. П. Научный комментарий к VIII и IХ книгам факсимильного издания «Голосов из России» // Герцен А. И. и Огарёв Н. П. «Голоса из России» Кн. Х. Комментарии и указатели. Вып. IV. — М., 1975. — С. 264—293.
- Попов И. П. Из истории общественного движения в России в годы революционной ситуации (конца 50-х - начала 60-х годов XIX века): Учебное пособие / Под ред. М. В. Нечкиной. — Рязань: РГПИ, 1976. — 91 с.
- Гл. VI, XXI // Революционная ситуация в России в середине XIX в.. — М., 1978.
- Попов И. П. Деятельность крестьянской реформы 1861 г. В. А. Арцимовича // Из истории общественно-политической мысли России XIX в.. — М., 1985. — С. 51—67.
- Гл. I, III, VI, X // Два века Рязанской истории / Отв. ред. и сост. И. П. Попов, сост. Е. С. Степанова, Е. Г. Тарабрин, Ю. В. Фулин. — Рязань: Рязанское отделение Советского фонда культуры, 1991.

## Награды

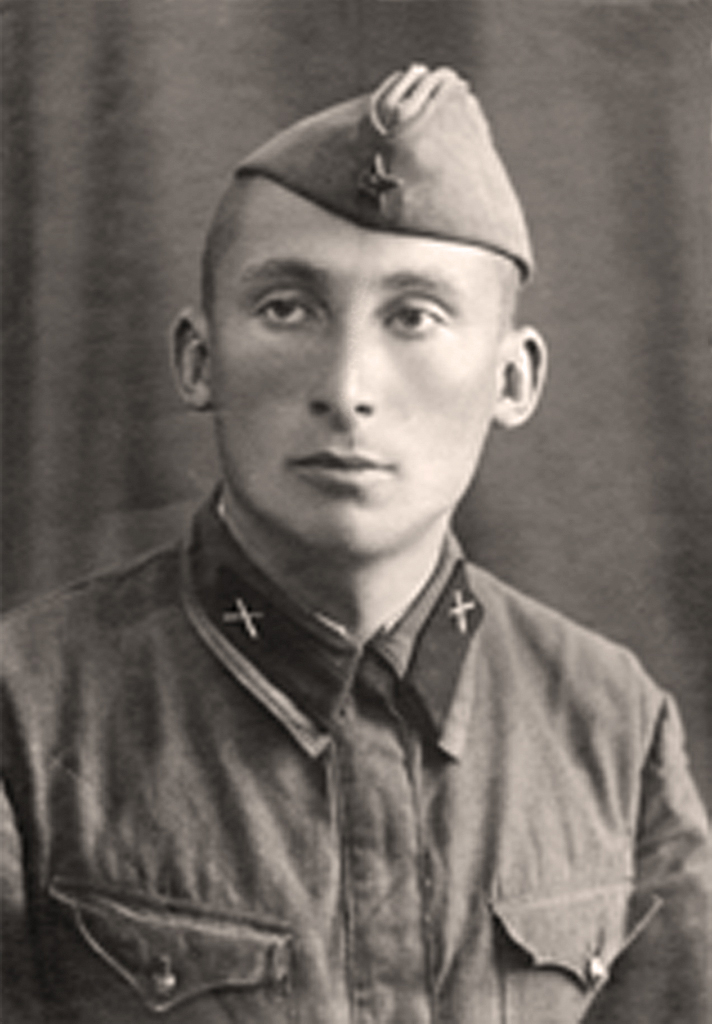
И. П. Попов, 1941 год

- Медаль «За оборону Ленинграда» (1942)
- Медаль «За оборону Советского Заполярья» (1944)
- Медаль «За победу над Германией в Великой Отечественной войне 1941—1945 гг.» (1945)
- Медаль «За трудовое отличие» (1949)
- Юбилейная медаль «20 лет Победы в Великой Отечественной войне 1941—1945 гг.» (1965)
- Медаль «За доблестный труд. В ознаменование 100-летия со дня рождения Владимира Ильича Ленина» (1970)
- Юбилейная медаль «30 лет Победы в Великой Отечественной войне 1941—1945 гг.» (1975)
- Юбилейная медаль «60 лет Вооружённых Сил СССР» (1978)
- Медаль «Ветеран труда» (1980)
- Нагрудный значок «За отличные успехи в работе в области высшего образования научно-педагогических работников высших учебных заведений» (1983)
- Орден Отечественной войны II степени (1985)
- Юбилейная медаль «40 лет Победы в Великой Отечественной войне 1941—1945 гг.» (1985)
- Юбилейная медаль «70 лет Вооружённых Сил СССР» (1988)
- Юбилейная медаль «50 лет Победы в Великой Отечественной войне 1941—1945 гг.» (1995)
- Медаль Жукова (1996)